# Trathala hora
Trathala hora är en stekelart som beskrevs av Ian D. Gauld 2000. Trathala hora ingår i släktet Trathala och familjen brokparasitsteklar. Inga underarter finns listade i Catalogue of Life.